# برسیال د ساپاردیل
برسیال د ساپاردیل دهستانی در استان آبیلای اسپانیا است.
در این دهستان ۳۰۲ نفر زندگی می‌کنند. مساحت این دهستان ۱۷٫۳۰ کیلومتر مربع است.